# Krasni Yar (Zhírnovsk)
Krasni Yar (ruso: Кра́сный Яр) es un asentamiento de tipo urbano de Rusia, ubicado en el raión de Zhírnovsk de la óblast de Volgogrado.
En 2021, el territorio del asentamiento tenía una población de 6093 habitantes, de los que 5738 vivían en el propio asentamiento y el resto repartidos en tres pedanías: el jútor de Nedostupov y los pueblos (siola) de Fomiónkovo y Morózovo.
Se ubica junto a la orilla oriental del río Medvéditsa, a medio camino entre Zhírnovsk y Kótovo sobre la carretera 18A-1.

## Historia
Fue fundado a mediados del siglo XVIII como una slobodá de la Ucrania Amarilla. Formaba parte de una red de asentamientos que los chumaks ucranianos colonizaron en torno al río Medvéditsa, para facilitar el transporte de la sal del lago Elton hacia el interior del Imperio ruso. En 1894 se abrió aquí una estación del ferrocarril de Kamyshin a Balashov, que dio lugar a la formación de un poblado ferroviario llamado "Adadurovo" (Ададурово). En años posteriores, se estableció en Krasni Yar la sede de una vólost, en el uyezd de Kamyshin de la gobernación de Sarátov. En la época de la Revolución rusa, el asentamiento tenía más de ocho mil habitantes, de los cuales unos seis mil eran étnicamente ucranianos.
En 1928, Krasni Yar adoptó el estatus de capital distrital, al formarse el "raión de Krasni Yar" en la organización territorial del krai del Bajo Volga. Como consecuencia de la reorganización que tuvo lugar en 1935 en el krai de Stalingrado, los límites distritales se modificaron, y Krasni Yar pasó a ser la sede de un nuevo distrito llamado "raión de Molotovski". El área recuperó el topónimo de "raión de Krasni Yar" en 1957, y Krasni Yar adoptó en 1958 el estatus de asentamiento de tipo urbano. Perdió el estatus de capital distrital en 1963, cuando se integró en el raión de Zhírnovsk. El casco urbano quedó definido en 1973, cuando el poblado ferroviario de Adadurovo dejó de considerarse un asentamiento separado y pasó a ser un barrio de Krasni Yar.